# المطاحن الرابعة
شركة المطاحن الرابعة هي شركة تختص في بإنتاج الدقيق وتصنيع الأعلاف في المملكة العربية السعودية.

## التاريخ
تأسست شركة المطاحن الرابعة في عام 2017 وكان ذلك نتيجة لخصخصة الهيئة العامة للأمن الغذائي، وفي عام 2021 أٌعلن المركز الوطني للتخصيص والهيئة العامة للأمن الغذائي اكتمال عملية التخصيص لمستثمرين من القطاع الخاص.

## وصلات خارجية
- الموقع الرسمي للمطاحن الرابعة